# Museo de Artes Aplicadas de Leipzig
El Museo de Artes Aplicadas de Leipzig (en alemán: Museum für Angewandte Kunst) es un museo de Leipzig, Alemania. Es el segundo museo de artes decorativas más antiguo del país, fundado solo seis años después del Museo de Artes Decorativas de Berlín. Hoy en día forma parte del Museo Grassi, una institución que también incluye al Museo de Etnografía y al Museo de Instrumentos Musicales, con sede en un gran edificio en la Johannisplatz.

## Colecciones

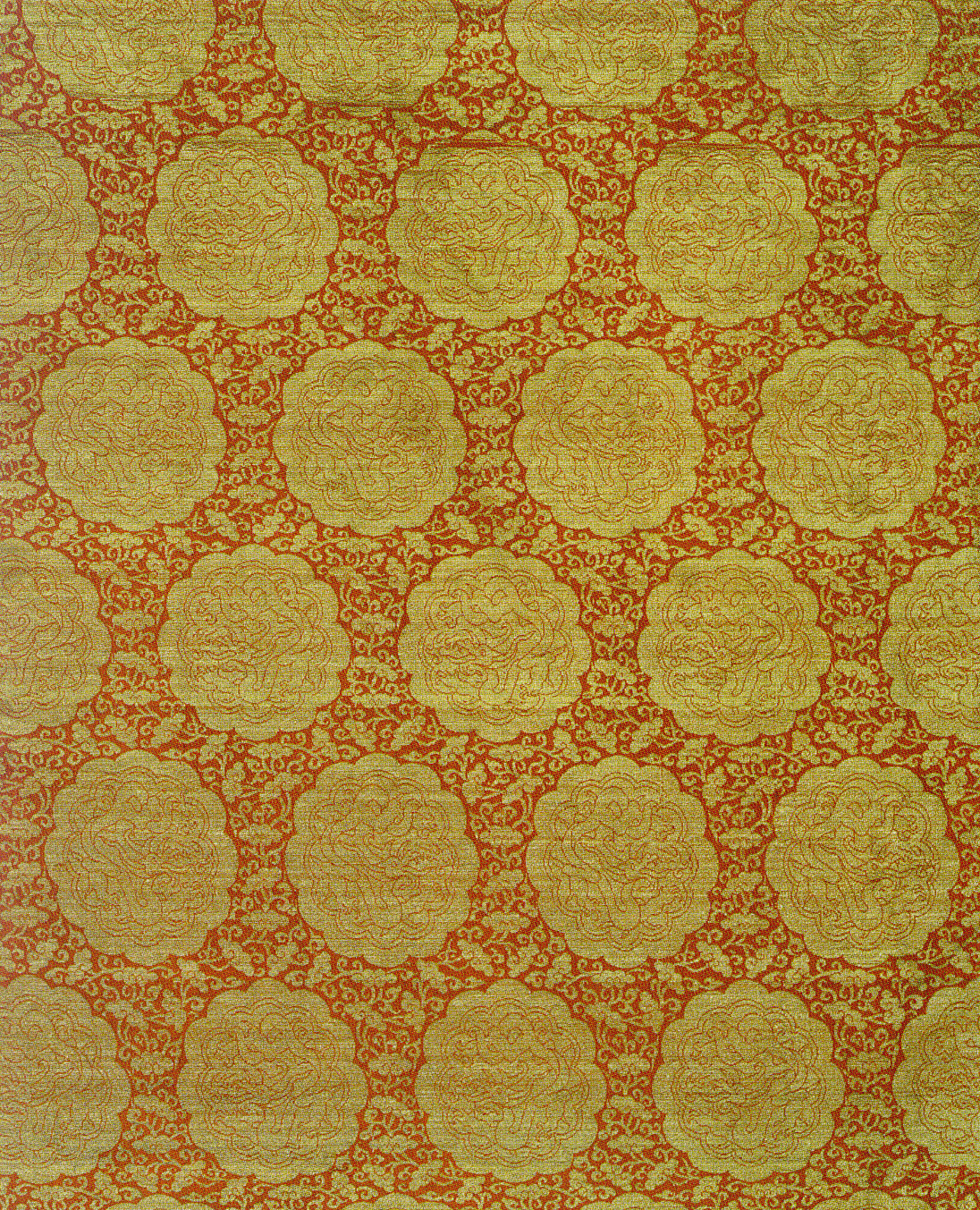
Pieza de seda, Irán oriental, finales del o principios del.

El museo posee alrededor de 90 000 objetos, de origen europeo y no europeo, que muestran el arte decorativo de todas las épocas desde la antigüedad. La colección es particularmente prolija en objetos de los años 1920 y 1930. Los artículos incluyen cerámica, textiles, cristalería, metalurgia, escultura, muebles y monedas.
Más de 2000 objetos están en exposición permanente, actualmente divididos en dos exposiciones: «De la antigüedad al historicismo» y «Arte asiático». Una tercera exposición, «Del Art Nouveau a la actualidad», se programó para ser inaugurada a finales de 2011. También hay exposiciones temporales especiales.
Uno de los aspectos más destacados del museo es el «Salón Romano», con paneles recuperados de un palacio en Eythra, cerca de Leipzig, que fue demolido para dar paso a la minería del carbón.
También hay una colección de gráficos con más de 50 000 obras, un archivo fotográfico de 75 000 imágenes y una biblioteca con alrededor de 60 000 títulos.

## Historia
El museo fue fundado en 1874 como el Kunstgewerbemuseum (Museo de Artes Aplicadas). Se trasladó a su ubicación actual, el Nuevo Edificio Grassi, en 1926. Numerosos objetos expuestos fueron destruidos por el bombardeo de Leipzig en la Segunda Guerra Mundial. en 1943.
Entre 1981 y 1994, no fue posible una exposición permanente debido a los daños en el edificio. El Museo Grassi fue renovado de 2001 a 2006. El Museo de Artes Aplicadas recibió su nombre actual en 2005, y la nueva exposición permanente se inauguró en 2007.
El museo es uno de los 20 llamados «Faro Cultural» del Libro Azul del gobierno alemán de sitios culturalmente significativos en la antigua Alemania del Este. Como tal, es miembro de la Konferenz Nationaler Kultureinrichtungen.